# La Coma i la Pedra
La Coma i la Pedra è un comune spagnolo di 239 abitanti situato nella comunità autonoma della Catalogna.